# Cassandra Bell
Cassandra Bell ist eine Filmschauspielerin und Model. In Deutschland ist sie vor allem durch den Werbespot für „Coca Cola Zero“ bekannt geworden, in dem sie ihren Freund fragt „Schlagsahne oder Schokosoße“.

## Leben
Ihre Ausbildung als Schauspielerin erhielt sie am Lee Strasberg Theatre and Film Institute in New York. Ihre erste Filmrolle hatte sie als Jade Bowman in dem Horrorfilm Fallen Angels. Danach hatte sie mehrere Gastauftritte in Fernsehserien wie Mile High, Keen Eddie und My Life in Film. Im Jahr 2005 folgte die Darstellung der Christina in dem ersten Teil der Fußballfilm-Trilogie Goal!. Danach folgten in den Jahren 2005 bis 2008 weitere Auftritte in mehreren Fernsehserien. Außerdem drehte sie ab 2007 einen Werbespot für „Coca Cola Zero“, in dem sie ihren Freund fragt „Schlagsahne oder Schokosoße“. Im Jahr 2010 folgte ein Auftritt in dem Musikvideo zu Classic Fantastic der Fun Lovin’ Criminals. Im Musikvideo zum Song Knights of Cydonia der britischen Band Muse, hatte sie 2006 ebenfalls eine Rolle. Bell lebt derzeit im Großraum London.

## Filmografie
- 2002: Fallen Angels
- 2003: Mile High (Fernsehserie, Episode 1x12)
- 2003: Keen Eddie (Fernsehserie, Pilotfolge)
- 2004: Dead Fish
- 2004: Piccadilly Jim
- 2004: Mindhunters
- 2004: My Life in Film (Fernsehserie, 2 Episoden)
- 2005: Cold and Dark
- 2005: Goal!
- 2005: Broken News (Fernsehserie, Pilotfolge)
- 2007: Hauptsache verliebt
- 2008: Fur TV (Fernsehserie, Episode 1x06)

## Musikvideo
- Muse - Knights of Cydonia